# Général Jonathan Krantz
Le général Jonathan Krantz est un personnage fictif du feuilleton télévisé Prison Break (joué par Leon Russom) dont il est le principal antagoniste de la quatrième saison.

## Apparitions
- Bien qu'étant l'autorité la plus haut placée au Cartel, il n’apparaît pour la première fois que dans l'épisode 2x13, on peut le revoir dans l'épisode 2x15, le 2x19, 2 x20 et le 2x22, mais ses apparitions restent brèves, il réapparaît une fois dans la saison 3 dans l'épisode 8 lorsqu'il menace Gretchen Morgan pour qu'elle obtienne de Michael Scofield l'évasion de James Whistler.

Les deux frères n'ont aucune scène avec ce personnage, ni aucune idée de son existence avant la saison 4.

## Développement du personnage
- Krantz supervisait l'agent William Kim dans la saison 2. Dans 2x22, quand il a appris l'incarcération de Scofield à Sona, il a mis en place le plan de libération de Whisler.

- Son rôle connaît une croissance très importante dans la saison 4 puisqu'il apparaît dans tous les épisodes. L'équipe de Donald Self essaiera de le faire mettre en prison en récupérant Scylla, le petit livre noir du Cartel, qui montre sa culpabilité depuis le début. Brad Bellick y laissera même la vie lors d'un plan visant à trouver Scylla.

À la fin de l'épisode 4x12 Michael, Lincoln, Mahone, Sara et Sucre mettent la main sur Scylla. Alors que le général est désemparé, Donald Self les trahit afin de s'emparer de Scylla pour ses intérêts personnels.

## Chute du personnage
Le Général est arrêté dans l'épisode 4x22, c'est l'agent Paul Kellerman qui se charge de tout une fois que Michael Scofield lui a remis Scylla.
Dans le flashforward qui se passe quatre ans plus tard, on peut voir que le général est condamné à la chaise électrique.
Le Général Krantz refait une apparition dans le téléfilm The Final Break où il veut la mort de Sara quand il apprend qu'elle est emprisonnée tout comme lui. Selon l'ordre chronologique des choses, le général doit mourir vers août 2009.